# Pôle national cirque
Le label Pôle national cirque (ou PNC) est un label officiel français attribué à des institutions culturelles consacrées aux arts du cirque.

## Histoire
La création de ce label résulte de la mise en œuvre d’une politique engagée par l’État français en faveur de l’essor du cirque contemporain depuis la fin des années 1980. Elle concerne la formation avec l’inauguration du Centre national des arts du cirque (CNAC) en 1986. Cette politique ministérielle a été relancée sous l’impulsion de l’« Année des arts du cirque » en 2001 et s’est concrétisée par la labellisation des « Pôles nationaux des arts du cirque » par la circulaire du 31 août 2010, devenus « Pôles nationaux cirque » (PNC) par décret du 28 mars 2017,,,.

## Missions
Les pôles nationaux cirque sont des lieux de fabrication de spectacles et de résidences d'artistes et de compagnies utilisant les arts du cirque dans leurs créations. Ce label souligne le rôle de ces structures dans la création, la production et la diffusion des arts du cirque.
Leurs missions sont fixées par arrêté du 5 mai 2017.

## Avantage
La labellisation Pôle national cirque permet à la structure bénéficiaire d'obtenir une aide financière annuelle minimale de l'Etat de 250 000 euros.

## Liste des structures labellisées Pôle national cirque
Les pôles nationaux cirque sont au nombre de 14, répartis sur l'ensemble du territoire français, :
- La Cascade, Pôle National Cirque – Ardèche ~ Auvergne Rhône-Alpes (Bourg-Saint-Andéol, Ardèche).
- Le Palc, Pôle national cirque (Châlons-en-Champagne, Marne) ;
- Le Carré Magique, Pôle national cirque de Lannion-Trégor (Lannion, Côtes-d'Armor) ;
- Cirque Jules-Verne, Pôle national cirque d'Amiens (Amiens, Somme) ;
- Le Prato, Pôle national cirque de Lille (Lille, Nord) ;
- L’Azimut, Pôle national cirque d’Antony et de Châtenay-Malabry (Châtenay-Malabry, Hauts-de-Seine) ;
- La Brèche, Pôle national cirque de Normandie (Cherbourg-en-Cotentin, Manche) ;
- Cirque-théâtre d'Elbeuf, Pôle national cirque de Normandie (Elbeuf, Seine-Maritime) ;
- Centre Culturel Agora, Pôle national cirque de Boulazac (Boulazac, Dordogne) ;
- Le Sirque, Pôle national cirque de Nexon en Nouvelle-Aquitaine (Nexon, Haute-Vienne) ;
- La Verrerie d'Alès, Pôle national cirque Occitanie (Alès, Gard) ;
- CIRCa Pôle National, Pôle national cirque en Occitanie (Auch, Gers) ;
- Archaos, Pôle national cirque Méditerranée (Marseille, Bouches-du-Rhône) ;
- Le Plongeoir - Cité du cirque (Le Mans, Sarthe)[9],[10],[11].

## Institutions en voie de labellisation
En 2023, une institution culturelle est en préfiguration en vue de sa labellisation en Pôle national cirque :
- La Cité internationale des arts du cirque (Vénissieux, Rhône)[7].